# Francis Petrus Paulus

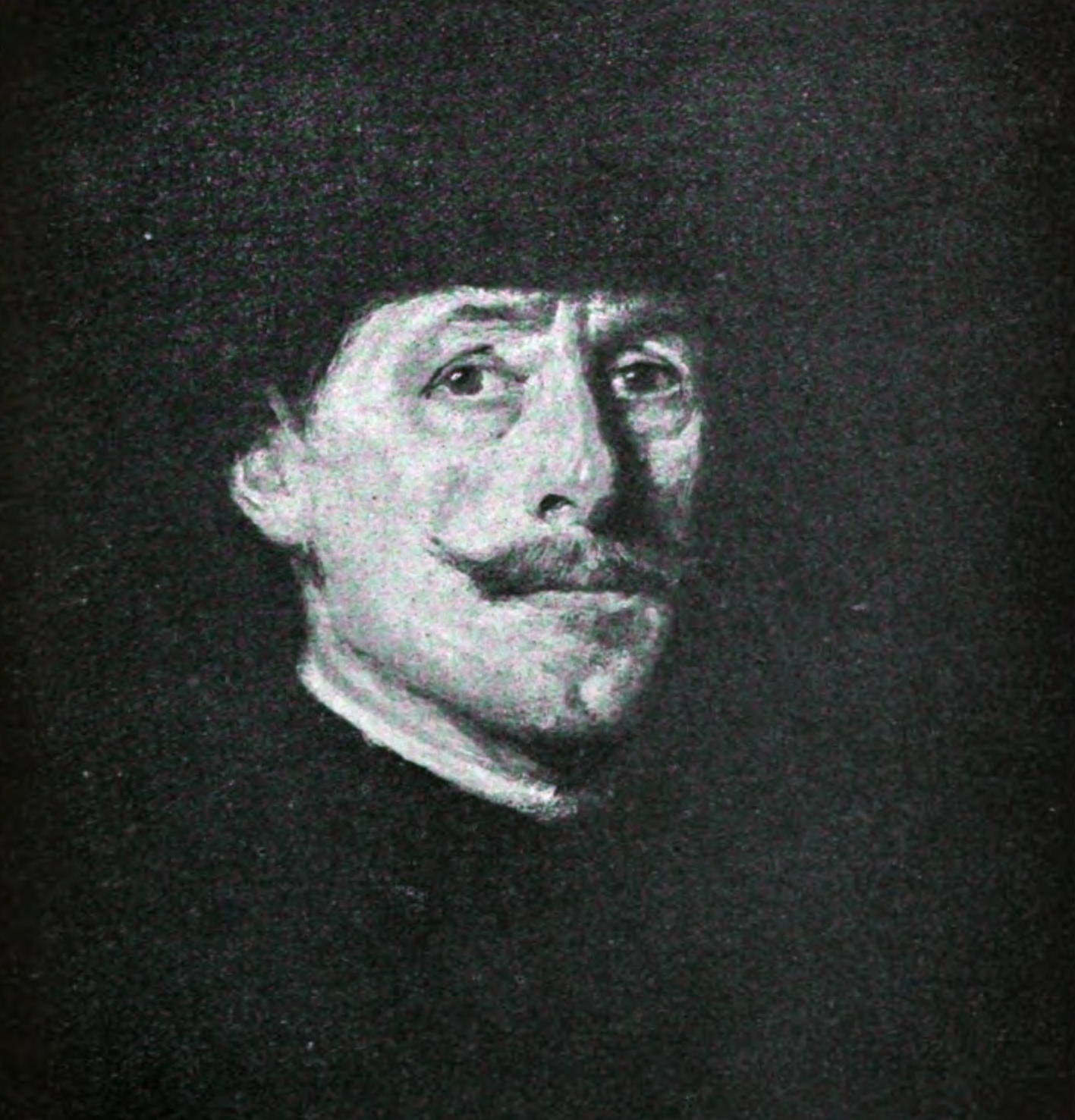
Francis Petrus Paulus, Selbstporträt, 1912, Öl auf Leinwand; Reproduktion in The English Illustrated Magazine, Band 47, 1912, S. 413.

Francis Petrus Paulus (* 13. März 1862 in Detroit, Michigan, USA; † 2. Februar 1933 ebenda) war ein US-amerikanischer Maler, Radierer und Kunstlehrer. Er wurde vor allem durch seine stimmungsvollen Landschaften, Stadtansichten und Interieurszenen bekannt und pflegte enge Verbindungen zu Europa, insbesondere zu Belgien.

## Leben
Francis Petrus Paulus wurde 1862 in Detroit geboren. Er erhielt seine erste künstlerische Ausbildung an der Pennsylvania Academy of the Fine Arts in Philadelphia. Dort studierte er bei Thomas Eakins und Thomas Pollock Anshutz. Um seine Ausbildung zu vervollständigen, zog er in den 1890er Jahren nach Europa und studierte an der Königlichen Akademie der Schönen Künste in Antwerpen bei Charles Verlat. In Belgien und Frankreich fand er seine künstlerische Heimat, blieb aber auch den USA verbunden, wo er zeitweise unterrichtete und ausstellte. Er war eng mit dem belgischen Kunstleben verbunden, ließ sich zeitweise in Brügge nieder und arbeitete mit anderen Künstlern zusammen, die das historische Stadtbild als Motiv nutzten. Er war Mitglied der Société Royale des Beaux-Arts und stellte regelmäßig im Pariser Salon sowie auf verschiedenen internationalen Ausstellungen aus, darunter in London, Brüssel, Chicago und Detroit. Neben seiner Tätigkeit als Maler war er auch als Lehrer aktiv und wirkte unter anderem an der Detroit Institute of Arts School.
Im Jahr 1903 heiratete er die Schweizerin Adele Frutig, die er als seine „beste Kritikerin“ betrachtete. Sie starb 1929. Francis Petrus Paulus starb am 2. Februar 1933 kurz nach 5 Uhr an einem Herzinfarkt in seinem Atelierhaus in der Jefferson Avenue in Detroit.

## Werk

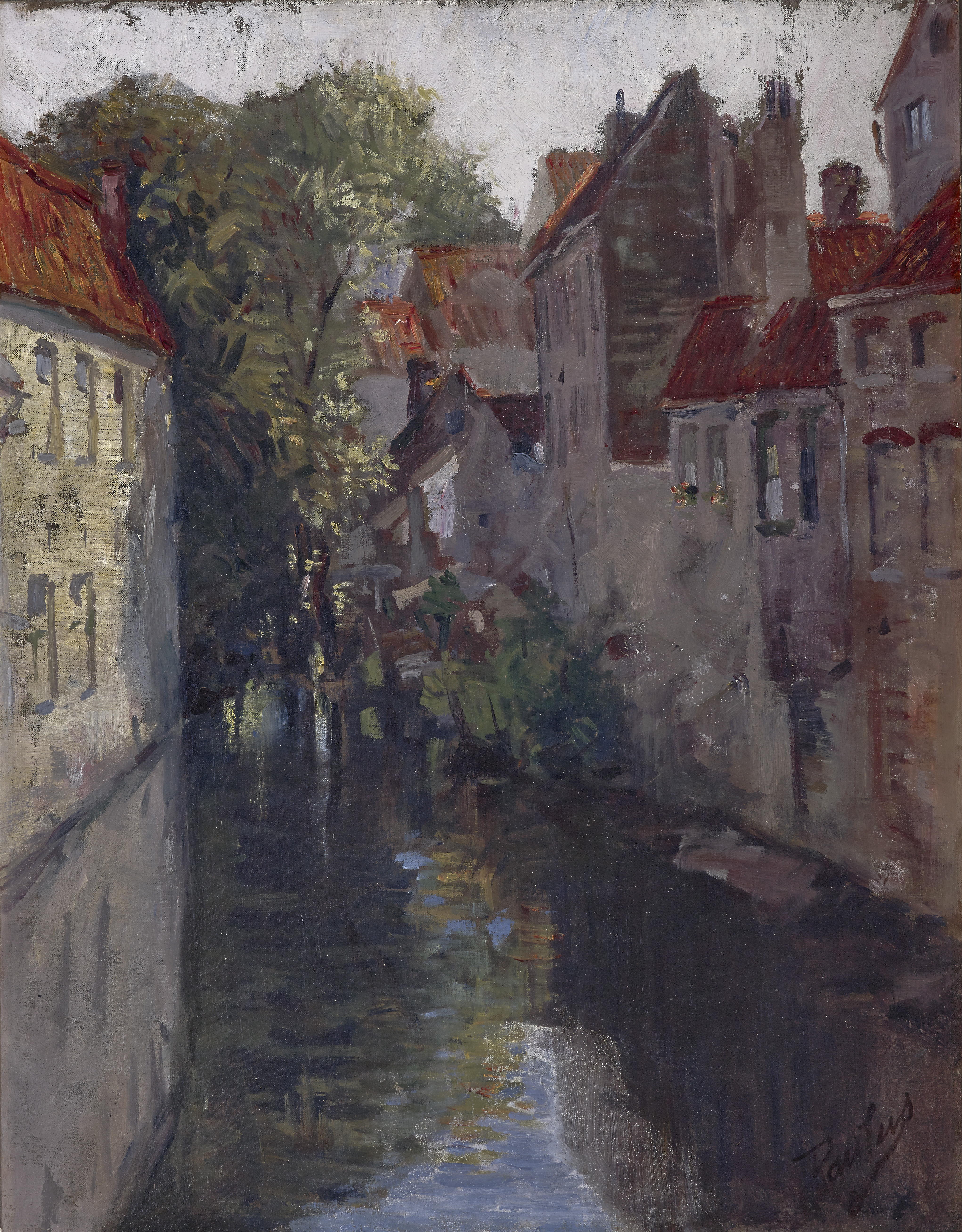
Francis Petrus Paulus: Kanal in Brügge, ca. 1902. Indianapolis Museum of Art

Francis Petrus Paulus spezialisierte sich auf atmosphärische Stadtansichten, insbesondere von Brügge, Gent und anderen belgischen Städten. Seine Werke zeichnen sich durch feine Farbnuancen, subtile Lichtstimmungen und eine malerische Detailfreude aus. Neben Ölgemälden schuf er eine Reihe von Radierungen, die oft als Illustrationen in Kunstzeitschriften veröffentlicht wurden und bei Sammlern beliebt waren. Seine Druckgrafiken zeigen eine Affinität zu den Techniken des späten 19. Jahrhunderts und sind von der Etching-Revival-Bewegung beeinflusst.

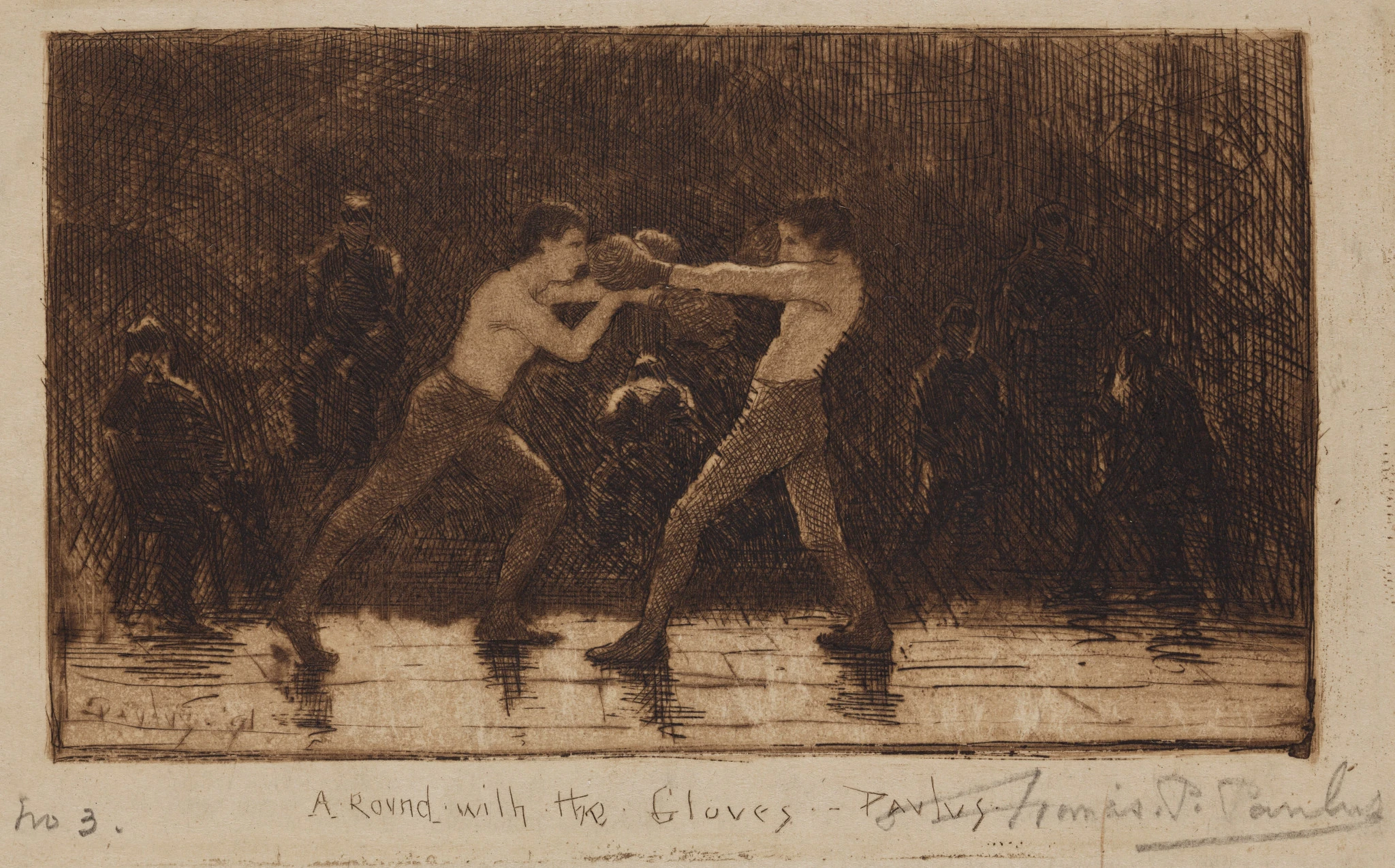
Francis Petrus Paulus: A Round with the Gloves, 1891, Radierung. Detroit Institute of Arts

Paulus kombinierte Elemente des Impressionismus mit einer stärker akademisch geprägten Technik. Dadurch erhielten seine Bilder eine besondere Mischung aus stimmungsvoller Wirkung und präziser Darstellung. Motive wie enge Gassen, historische Gebäude, Innenräume alter Kirchen und Märkte prägten sein Œuvre. Neben belgischen Szenen finden sich auch amerikanische Landschaften und Stadtansichten, die während seiner Aufenthalte in den USA entstanden.